# Język wandalski
Język wandalski – wymarły język z wschodniej podgrupy języków germańskich. Blisko spokrewniony z językiem gockim. Używany przez Wandalów w południowej Hiszpanii i Afryce Północnej.
Źródła wandalskiego są bardzo ubogie. Znana jest niewielka liczba imion pochodzących z tego języka. Pewne ślady można też napotkać w dialekcie andaluzyjskim języka hiszpańskiego.
W łacińskim poemacie z 390 r. pojawia się fragment w języku wandalskim:
eils [...] scapia matzia ia drincan!

Fragment ten można porównać do gockiego zdania hails! skapjam matjan jah drigkan!

(„Bądźcie pozdrowieni! Pozwólcie nam wziąć trochę jedzenia i picia!”)